# Гарфілд (Джорджія)
Гарфілд (англ. Garfield) — місто (англ. city) в США, в окрузі Емануель штату Джорджія. Населення — 257 осіб (2020).

## Географія
Гарфілд розташований за координатами 32°38′57″ пн. ш. 82°5′50″ зх. д. / 32.64917° пн. ш. 82.09722° зх. д. (32.649211, -82.097291).  За даними Бюро перепису населення США в 2010 році місто мало площу 2,06 км², з яких 2,04 км² — суходіл та 0,02 км² — водойми.

## Демографія
Згідно з переписом 2010 року, у місті мешкала 201 особа в 70 домогосподарствах у складі 50 родин. Густота населення становила 98 осіб/км².  Було 78 помешкань (38/км²).
Расовий склад населення:
| - 82,6 % — білих - 16,9 % — чорних або афроамериканців |

До двох чи більше рас належало 0,5 %. Частка іспаномовних становила 0,0 % від усіх жителів.
За віковим діапазоном населення розподілялося таким чином: 17,9 % — особи молодші 18 років, 66,2 % — особи у віці 18—64 років, 15,9 % — особи у віці 65 років та старші. Медіана віку мешканця становила 42,1 року. На 100 осіб жіночої статі у місті припадало 125,8 чоловіків;  на 100 жінок у віці від 18 років та старших — 117,1 чоловіків також старших 18 років.
Середній дохід на одне домашнє господарство  становив 42 294 долари США (медіана — 22 404), а середній дохід на одну сім'ю — 40 849 доларів (медіана — 22 067). Медіана доходів становила 38 958 доларів для чоловіків та 19 688 доларів для жінок. За межею бідності перебувало 17,8 % осіб, у тому числі 9,8 % дітей у віці до 18 років та 41,7 % осіб у віці 65 років та старших.
Цивільне працевлаштоване населення становило 86 осіб. Основні галузі зайнятості: освіта, охорона здоров'я та соціальна допомога — 34,9 %, виробництво — 29,1 %, роздрібна торгівля — 7,0 %, інформація — 7,0 %.